# Écoles de psychanalyse
Depuis le début du XXe siècle différentes associations psychanalytiques se sont créées. 

## Premières querelles théoriques et cliniques
Très tôt dans l'histoire du mouvement psychanalytique, des divergences de points de vue, théoriques ou cliniques, ont suscité des échanges théoriques, en lien avec la pratique clinique des analystes. Certaines querelles ont conduit au départ volontaire ou à l'exclusion de certains psychanalystes, et à la création de nouvelles associations psychanalytiques. Aussi, le mouvement psychanalytique s'est-il trouvé, dès l'origine, divisé en courants pluriels. Marie Bonaparte, observatrice des débuts de la psychanalyse européenne, exprime à cet égard le point de vue que « Tout scientifique est libre de travailler selon les voies qu'il pense être justes : ainsi le veulent la liberté et la libéralisation de la science ».

## Les principales organisations mondiales
Ce tableau indique les principales sociétés et écoles se réclamant de la psychanalyse dans le monde :
| Groupe                                           | Date de création | Fondateurs           |
| ------------------------------------------------ | ---------------- | -------------------- |
| Association psychanalytique internationale (API) | 1910             | Sigmund Freud        |
| Fédération européenne de psychanalyse            | 1966             | Raymond de Saussure  |
| Association lacanienne internationale (ALI)      | 1982             | Charles Melman       |
| Fondation européenne pour la psychanalyse        | 1991             | Claude Dumézil       |
| L’Association mondiale de psychanalyse           | 1992             | Jacques-Alain Miller |

## Les écoles et associations psychanalytiques en France

### L’institutionnalisation de la psychanalyse
La première société de psychanalyse est créée le 4 novembre 1926, à l'instigation de René Laforgue, Marie Bonaparte, Rudolph Loewenstein, Édouard Pichon, Raymond de Saussure et Eugénie Sokolnicka.
- Un institut de formation psychanalytique, financé par Marie Bonaparte, est inauguré par Ernest Jones, le 10 janvier 1934, au 137, boulevard Saint-Germain[2].
- Une revue, la Revue française de psychanalyse, est créée en 1927.

### Les principales écoles et associations françaises

Le mouvement psychanalytique en France, entre 1926 et 2006.

L'histoire de la formation des écoles en France se construit d'un côté sur des divergences théoriques sur les modalités de la cure, notamment les questions de fréquence et de durée, et sur la formation des analystes. 
- Une première scission survient en 1953, au sein de la Société psychanalytique de Paris, ainsi deux associations existent
  - La Société psychanalytique de Paris d'inspiration freudienne
  - La Société française de psychanalyse, d'inspiration lacanienne

- Une nouvelle scission en 1964, au sein de la Société française de psychanalyse, mène à la dissolution de celle-ci, ouvrant la voie à de nouveaux regroupements des psychanalystes proches de Lacan : 
  - L'École freudienne de Paris reste d'obédience lacanienne.
  - l'Association psychanalytique de France rassemble des psychanalystes qui prennent leurs distances à l'égard de Lacan, notamment en ce qui concerne la formation des analystes et le cadre de l'analyse. Cette association souhaite également retrouver une place au sein de l'Association psychanalytique internationale.

- Une quatrième association se constitue en 1969 : le Quatrième Groupe (OPLF), qui entend préserver son indépendance à l'égard des autres sociétés psychanalytiques françaises, tout en travaillant avec elles au sein de la Fédération européenne de psychanalyse.

- Puis, à la suite de la dissolution de l'École freudienne de Paris (1980) et de la mort de Jacques Lacan (1981), de très nombreuses associations lacaniennes de psychanalyse se forment en France, parmi elles : l'École de la cause freudienne, la Fédération des ateliers de psychanalyse, le CFRP, Espace analytique, la Société de psychanalyse freudienne, l'Association lacanienne internationale (ALI)...

- En 2005, d'anciens membres du Quatrième Groupe fondent la Société psychanalytique de recherche et de formation (SPRF) et adhèrent à l'Association psychanalytique internationale (API) en tant que groupe d’étude (study group). La SPRF est reconnue comme la troisième société française affiliée à l'API, reconnue composante de l'API depuis le Congrès de Boston en  2015[3].

- La Société française de psychanalyse adlérienne (SFPA)
- La Société Française de Psychologie Analytique ( SFPA) Carl Gustav Jung fondée en 1969 et son Institut de formation Institut C.G.Jung créé en 1975 reconnus par l’IAAP.
- La Fédération Freudienne de Psychanalyse (FFDP), fondée par Éric Ruffiat en 1996.

### Depuis les années 2000: Le Groupe de contact
Depuis une vingtaine d'années, « Le Groupe de contact » réunit « la majorité des associations de psychanalystes existant en France »,. Dans la situation présente où des politiques, des règlementations et des mesures administratives menacent l'existence même de la psychanalyse, il a notamment pour vocation d'exprimer l'apport de la psychanalyse et la nécessité de sa présence « dans les champs de la recherche scientifique, dans les pratiques médico-sociales et dans l'espace culturel »,. Le Secrétaire du Groupe de contact est Jacques Sédat,.
Liste des Associations représentées au Groupe de contact, :
- Analyse freudienne
- Association lacanienne internationale (A.L.I.)
- Association psychanalytique de France (A.P.F.)
- Cercle freudien
- École de psychanalyse Sigmund Freud (EpSF)
- Espace analytique
- École de psychanalyse des Forums du Champ lacanien (E.P.F.C.L.)
- Fédération européenne de Psychanalyse et École psychanalytique de Strasbourg (F.E.D.E.P.S.Y.)
- Quatrième Groupe
- Société de psychanalyse freudienne (S.P.F.)
- Société psychanalytique de Paris (S.P.P.)
- Société psychanalytique de Recherche et de Formation (S.P.R.F.)

## Les écoles et les sociétés de psychanalyse dans le monde

### Au Canada
La psychanalyse a été introduite au Canada, en 1946, tandis que se constitue le « Cercle psychanalytique de Montréal ». La Société canadienne de psychanalyse est reconnue par l'Association psychanalytique internationale en 1957.

### Aux États-Unis

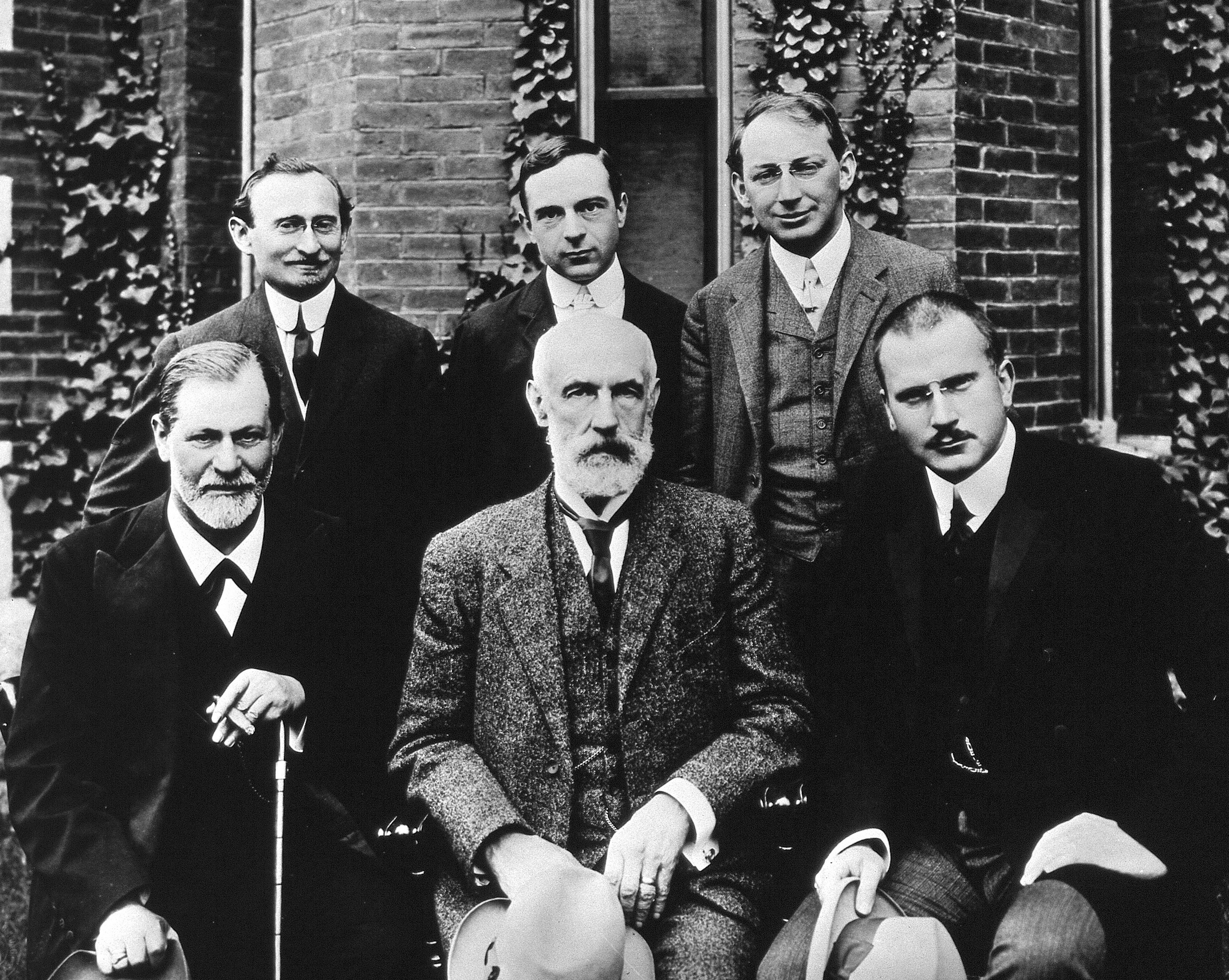
Freud, Clark University

Freud est invité en 1909 pour des conférences à l'université Clark et y a rencontré un intérêt prometteur. Du fait de la Seconde Guerre mondiale et des persécutions en Europe, y émigrent un grand nombre de psychanalystes autrichiens, allemands, hongrois, notamment. L'Association psychanalytique américaine est fondée par Ernest Jones en 1911.

### En Grande-Bretagne
La Société britannique de psychanalyse est fondée, en 1919, par Ernest Jones, entourée d'une dizaine de psychanalystes freudiens. Elle se développe progressivement : 
- Une revue est créée en 1920, The International Journal of Psychoanalysis[6] toujours publiée[7]
- Un institut de formation, The Institute of Psychoanalysis, est créé en 1924 à Londres
- Des éditions (1924)
- Une clinique psychanalytique est ouverte, en 1926, conçue selon les mêmes principes que les policliniques de Budapest et de Berlin, et la clinique de Vienne, où sont effectuées des analyses : la London Clinic of Psychoanalysis.

Melanie Klein s'installe à Londres en 1926, et les idées kleiniennes deviennent bientôt prépondérantes au sein de la Société. L'arrivée  en 1938 des « Viennois », psychanalystes bientôt rassemblés autour d'Anna Freud après le décès en 1939 de Sigmund Freud, provoque des clivages, entre deux conceptions de la psychanalyse et de l'héritage théorique freudien. Les controverses scientifiques (1941-1945) provoquent la constitution et l'institutionnalisation de trois groupes :
- Les kleiniens et postkleiniens ;
- Les annafreudiens ou freudiens orthodoxes ;
- Les  Indépendants ou Middle Group, devenu progressivement le plus nombreux, avec des personnalités marquantes, Donald Winnicott, Paula Heimann, Michael Balint.

### En Suisse
En Suisse, c'est par l'intermédiaire de Eugen Bleuler que la psychanalyse s'est introduite en psychiatrie. L'amitié puis les différends entre l'un de ses assistants Carl Gustav Jung et Sigmund Freud sont universellement connus et commentés ; ils ont marqué les débuts de la psychanalyse freudienne qui s'est dès lors beaucoup développée. La Société suisse de psychanalyse, créée en 1919, est l'une des premières associations nationales. 
En 1924 Charles Baudouin fondait à Genève un institut de psychanalyse qui deviendra par la suite « l'Institut international de psychanalyse et psychothérapie Charles Baudouin ».